# Falcileptoneta caeca
Falcileptoneta caeca är en spindelart som beskrevs av Takeo Yaginuma 1972. Falcileptoneta caeca ingår i släktet Falcileptoneta och familjen Leptonetidae. Inga underarter finns listade i Catalogue of Life.